# Dating Amber
Dating Amber (in Irland auch Beards) ist ein Coming-of-Age-Film von David Freyne. Die Tragikomödie, in der zwei Jugendliche ihren Mitmenschen eine Beziehung vorspielen, um nicht weiter die Spekulationen über ihre Homosexualität zu befeuern, wurde im November 2020 in den USA als Video-on-Demand veröffentlicht.

## Handlung
In der Mitte der 1990er Jahre in einer Kleinstadt in Irland. Eddie ist ein sehr introvertierter Junge, und obwohl er seinem Vater, der beim Militär arbeitet, überhaupt nicht ähnlich ist und auch nicht über dessen körperlichen Voraussetzungen verfügt, träumt er davon,
in dessen Fußstapfen zu treten. Er besucht die gleiche Schule wie Amber, die ein großer Fan von The Clash ist und lieber heute als morgen nach London ziehen würde. Sowohl Eddie als auch Amber fühlen sich zum eigenen Geschlecht hingezogen.
Um an der Schule und in der Familie nicht weiter die Spekulationen über ihre Homosexualität zu befeuern, tun sich beide eines Tages zusammen und spielen ihren Mitmenschen eine Beziehung vor.

## Produktion
Regie führte David Freyne, der auch das Drehbuch schrieb. Beards, der Titel des Films in Irland, bezieht sich auf Menschen, die füreinander einstehen.
Lola Petticrew spielt in der Titelrolle die lesbische Amber, Fionn O’Shea deren schwulen Freund Eddie. Sharon Horgan and Barry Ward spielen Eddies Eltern Hannah und Ian.
Der Film sollte am 4. Juni 2020 in Irland und im Vereinigten Königreich von Amazon Prime Video angeboten werden, kam dann jedoch erst in ausgewählte Kinos und wurde dort später von Amazon veröffentlicht. Samuel Goldwyn sicherte sich die Rechte für die USA. Am 10. November 2020 wurde der Film in USA als Video-on-Demand veröffentlicht. Ende Mai, Anfang Juni 2022 wird er beim Kinder- und Jugendfilmfestival in Zlín gezeigt.

## Rezeption

### Kritiken
Der Film konnte bislang 94 Prozent der Kritiker bei Rotten Tomatoes überzeugen.

### Auszeichnungen (Auswahl)
Camerimage 2020
- Nominierung als Bestes Regiedebüt (David Freyne)[1]